# Ujhani
Ujhani là một thành phố và là nơi đặt ban đô thị (municipal board) của quận Budaun thuộc bang Uttar Pradesh, Ấn Độ.

## Địa lý
Ujhani có vị trí 28°01′B 79°01′Đ / 28,02°B 79,02°Đ Nó có độ cao trung bình là 172 mét (564 feet).

## Nhân khẩu
Theo điều tra dân số năm 2001 của Ấn Độ, Ujhani có dân số 51.044 người. Phái nam chiếm 53% tổng số dân và phái nữ chiếm 47%. Ujhani có tỷ lệ 42% biết đọc biết viết, thấp hơn tỷ lệ trung bình toàn quốc là 59,5%: tỷ lệ cho phái nam là 48%, và tỷ lệ cho phái nữ là 36%. Tại Ujhani, 18% dân số nhỏ hơn 6 tuổi.